# Marly-le-Petit
Marly-le-Petit (toponimo francese) è una frazione del comune svizzero di Marly, nel Canton Friburgo (distretto della Sarine).

## Storia

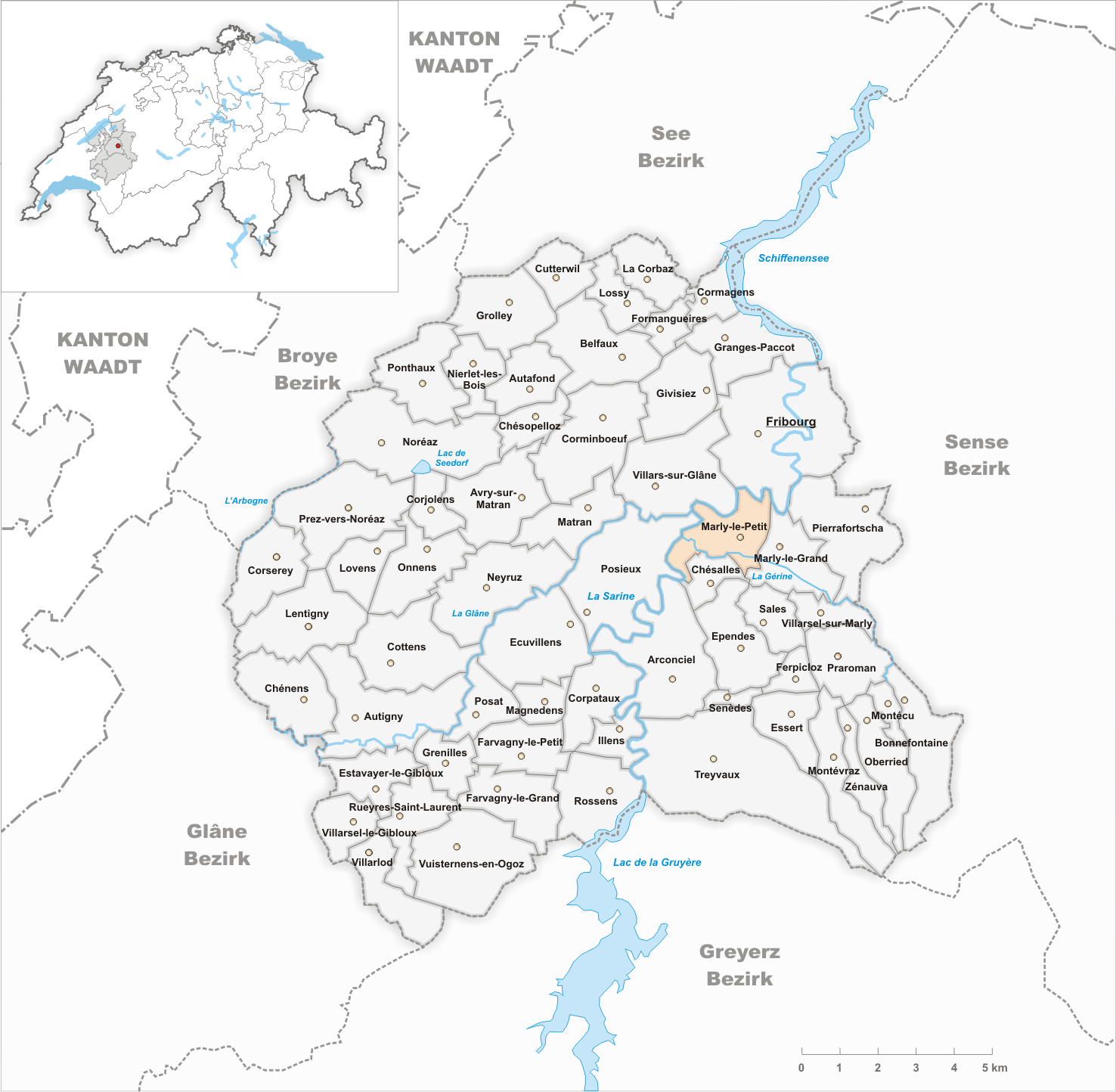
Il territorio del comune di Marly-le-Petit prima degli accorpamenti comunali del 1970

Già comune autonomo, nel 1970 è stato accorpato all'altro comune soppresso di Marly-le-Grand per formare il nuovo comune di Marly.